# ميا أحمد
ميا أحمد (بالملايوية: Mia Ahmad)‏ هي ممثلة ماليزية، ولدت في 22 فبراير 1988 في تايبينغ ‏ في ماليزيا.

## وصلات خارجية
- ميا أحمد على موقع IMDb (الإنجليزية)